# Nuon Chea
Nuon Chea, poznan tudi kot Long Bunrout ali Ruongloet Laodi, kamboški komunistični politik in revolucionar, * 7. julij 1926 Voat Kor, Battambarg, Kambodža † 4. avgust 2019 Phonm Phen, Kambodža.
Bil je glavni ideolog Rdečih Kmerov, služil pa je tudi kot podpredsednik Demokratične Kampučije. Znan je bil tudi pod vzdevkom "Brother Number Two" (Brat številka dve), saj je bil druga roka generalnega sekretarja kamboške komunistične partije Pol Pota, med izvajanjem kamboškega genocida v letih 1975 - 1979. 7. avgusta 2014 je bil Nuon spoznan za krivega zaradi zločinov proti človeštvu in bil obsojen na dosmrtno ječo. Leta 2018 je bil v nadaljnjem sojenju spoznan še za krivega zaradi izvajanja genocida nad prebivalci Kambodže, zaradi česar je bil obsojen na še dodatno dosmrtno zaporno kazen, brez možnosti pomilostitve. Umrl je 4. avgusta 2019 med prestajanjem svoje dosmrtne zaporne kazni. 